# Óscar Vladimir Rojas
Óscar Vladimir Rojas Giacomozzi (* 15. November 1958 in Purén) ist ein ehemaliger chilenischer Fußballspieler. Der Innenverteidiger gewann drei Meisterschaften. Der neunmalige Nationalspieler nahm an der Fußball-Weltmeisterschaft 1982 in Spanien teil, blieb dort aber ohne Einsatz.

## Vereinskarriere
Als Sportler zeichnete sich Óscar Rojas in seiner Jugend im Schul-Basketballteam seiner Heimatstadt Purén aus. Später, als Fußballer, startete er beim Primera B-Klub CD Malleco Unido, wechselte dann zu Deportes Concepción und nach zwei Jahren zum CSD Colo-Colo. Bei Colo-Colo wurde er drei Mal chilenischer Meister und drei Mal Pokalsieger.
Im August 1988 ging Rojas zum Club Puebla aus México, wo er gemeinsam mit dem mexikanischen Verteidiger Roberto Ruiz Esparza eine Saison auf hervorragendem Niveau spielte. Durch Verletzungen fiel Rojas in seiner zweiten Saison in Mexiko häufiger aus und kehrte schließlich nach Chile zurück. Seine Karriere beendete Rojas bei seinem zweiten Verein in Mexiko, den Monarcas Morelia.

## Nationalmannschaftskarriere
Óscar Vladimir Rojas gab sein Debüt für Chile im März 1982 bei der 0:1-Niederlage im Freundschaftscup Copa del Pacífico 1982 gegen Peru. Anschließend wurde er von Trainer Luis Santibáñez für die Weltmeisterschaft 1982 nominiert, blieb aber ohne Einsatz im Turnier. Chile schied in der Gruppe nach drei Niederlagen ohne Punkt aus.
Rojas spielte weitere Freundschaftsspiele. Das letzte Länderspiel absolvierte Rojas beim 3:0-Erfolg gegen die USA. Er erzielte ein Länderspieltor in seinen neun Einsätzen.

## Erfolge
CSD Colo-Colo
- Chilenischer Meister (3): 1981, 1983, 1986
- Chilenischer Pokalsieger (3): 1981, 1982, 1985